# Aricia standi
Aricia standi är en fjärilsart som beskrevs av Obraztsov 1935. Aricia standi ingår i släktet Aricia och familjen juvelvingar. Inga underarter finns listade i Catalogue of Life.